# Catherine Murphy (femme politique)
Pour les articles homonymes, voir Catherine Murphy.
Catherine Murphy (née le 1er septembre 1953), est une femme politique irlandaise. Elle est Députée de la circonscription de Kildare North de 2005 à 2007, puis depuis 2011. Elle a fondé le parti irlandais des Sociaux-démocrates avec Róisín Shortall et Stephen Donnelly.